# Лихтенберг, Яков Григорьевич
Яков Григорьевич Лихтенберг (1899—1982) — советский архитектор. Лауреат Сталинской премии второй степени (1941).

## Биография
Яков Лихтенберг родился 15 октября 1899 года в Бресте. В 1921—1929 годах учился на архитектурном отделении ХИСИ. Работал в Харькове в системе «Укрпромстроя» (1927—1929 и в 1930—1933 — в Гипрограде. В студенческие годы участвовал в разработке проекта здания Госпрома (архитекторы С. Серафимов, С. Кравец, М. Фельгер, Харьков, СССР). С 1927-го по 1929-й работал в системе «Укрпромстроя», а с 1930-го по 1933-й — в «Гипрограде» (оба — Харьков, СССР). В 1933 году был приглашён в «Метропроект», где проработал под руководством С. Кравца с 1933 по 1939 годы. В 1939—1943 работал в ташкентском Спецпроектбюро, в 1943—1945 — в Госстройпроекте (Москва), в 1945—1959 годах — в Моспроекте (в должности главного архитектора проекта мастерской № 15). 
Автор проектов школ ФЗУ, заводов, кинотеатров, театров, поликлиник, станций метро, жилых домов, павильонов ВСНХ, комплекса НИИ в Угличе, больниц, санаториев. Принимал участие в архитектурных конкурсах. Автор научных статей по синтезу.
Член Союза архитекторов СССР с 1935 года. Член секции синтеза Московской организации Союза архитекторов, член секции приёма в Союз архитекторов, член секции лечебных учреждений. Делегат 8-й, 9-й и 10-х Московских конференций Союза архитекторов.
В начале 1960-х годов Я. Г. Лихтенбергу пришлось оставить архитектурное проектирование. Развернувшаяся в стране в конце 40-х годов «борьба с низкопоклонством перед Западом» и с «безродными космополитами», под которой скрывалась масштабная кампания государственного антисемитизма, отразилась и на работе Якова Григорьевича. Его отчислили из целого ряда проектных организаций, не разрешили заниматься восстановлением военной базы Морского Флота — Севастополя, уволили из Архитектурного института, где он должен был преподавать. Лауреат Сталинской премии был вынужден обращаться с письмами в органы госбезопасности и к архитектурному руководству, оправдываясь от надуманных обвинений, доказывая, что он честный человек. Единственно, где ему удалось трудиться — это в ГлавАПУ, экспертом. Остаток жизни он отдал живописи.
Жил в Харькове на Москалёвской улице в коммунальной квартире. В Москве жил по адресу: 1-й Николощеповский переулок, дом 6.

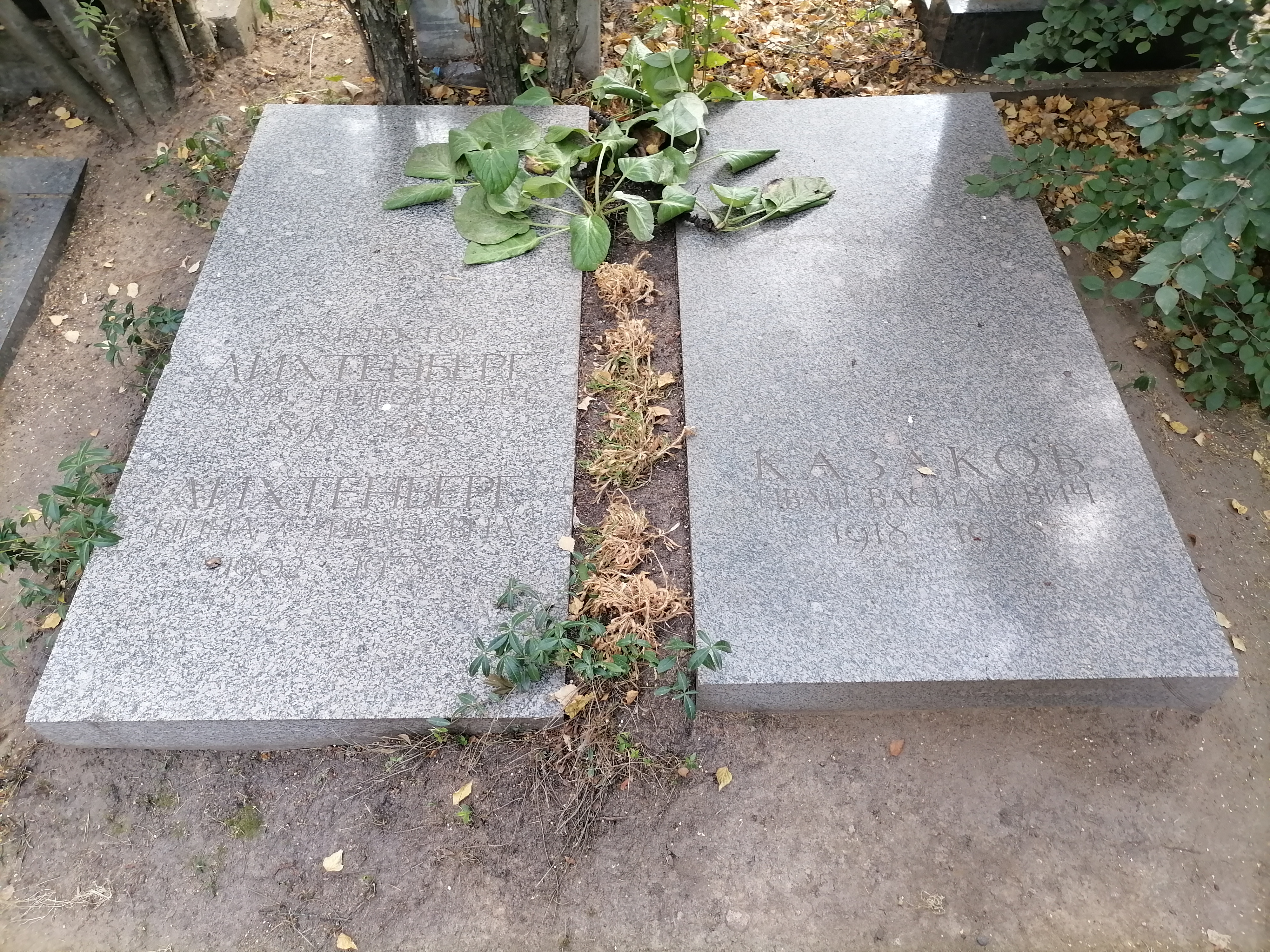
Могила на Кунцевском кладбище

Умер в Москве 4 сентября 1982 года. Похоронен на Кунцевском кладбище (10 уч.).

## Семья
Дочь Элеонора (1925—2025) — архитектор.
Внучка Ирина Лихтенберг (1958 — февраль 2013) окончила МАРХИ, работала в Москве и в Израиле. Автор крупных градостроительных проектов в городах Явне и Ход-Ха-Шарон.

## Основные проекты и постройки
- Два цементных завода (1927—1929, Донбасс, СССР);
- Реконструкция цементного завода (1927—1929, Краматорск, СССР);
- Участие в разработке проекта ГОСПРОМА (1927—1929, Харьков, СССР)
- Лаборатория на турбинном заводе (1927—1929, Харьков, СССР)
- Школа фабрично-заводского обучения на 800 человек (1927—1929, Харьков, СССР)
- Реконструкция Краматорского цементного завода (1927—1929, Харьков, СССР)
- Поликлиника (1927—1929, Харьков, СССР)
- Поликлиника (1927—1929, Краматорск, СССР)
- Кинотеатр (1930, Харьков, СССР)
- Кинотеатр (1930, Запорожье, СССР, совместно с И. Тарановым)
- Жилые здания (1930—1932, Харьков, Артемьевск, Макеевка, Енакиево, СССР)
- Два универмага (1930—1932, Харьков, СССР)
- Конкурсный проект театра на 4000 мест (1930, Харьков, СССР), не осуществлён
- Конкурсный проект на здание клуба (1930, Вятка, СССР), не осуществлён
- Жилые дома в г. Харькове, Артемьевске, Макеевке, Енакиеве, (1930—1932, Харьков, СССР)
- Проект общественного центра с кинотеатром (1931, Харьков, СССР)
- Павильон Поволжья на ВСХВ (1930-е, Харьков, СССР);
- Павильон Украины на ВСХВ (1930-е, Харьков, СССР)
- Станция метро «Кропоткинская», бывшая «Дворец Советов» (1935, при участии А. Душкина, Москва, СССР); отмечена «Гран-при» на международных выставках в Париже (1937) и в Брюсселе (1958)
- Жилой дом на Можайском шоссе, ныне — Кутузовский проспект, 45, (с Т. М. Кузьменко, 1936, Москва, СССР);

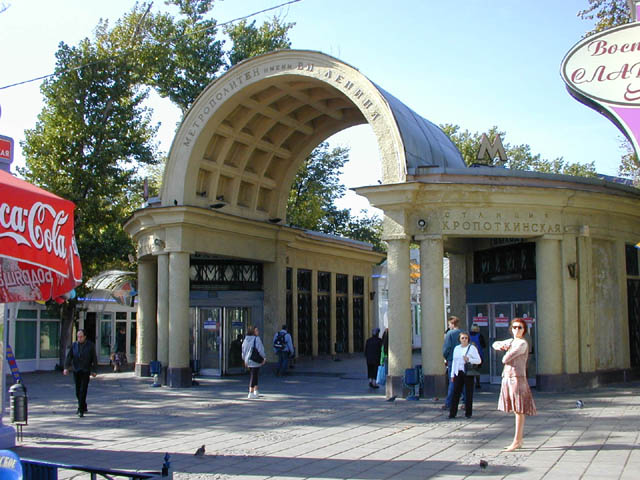
Станция метро «Кропоткинская»

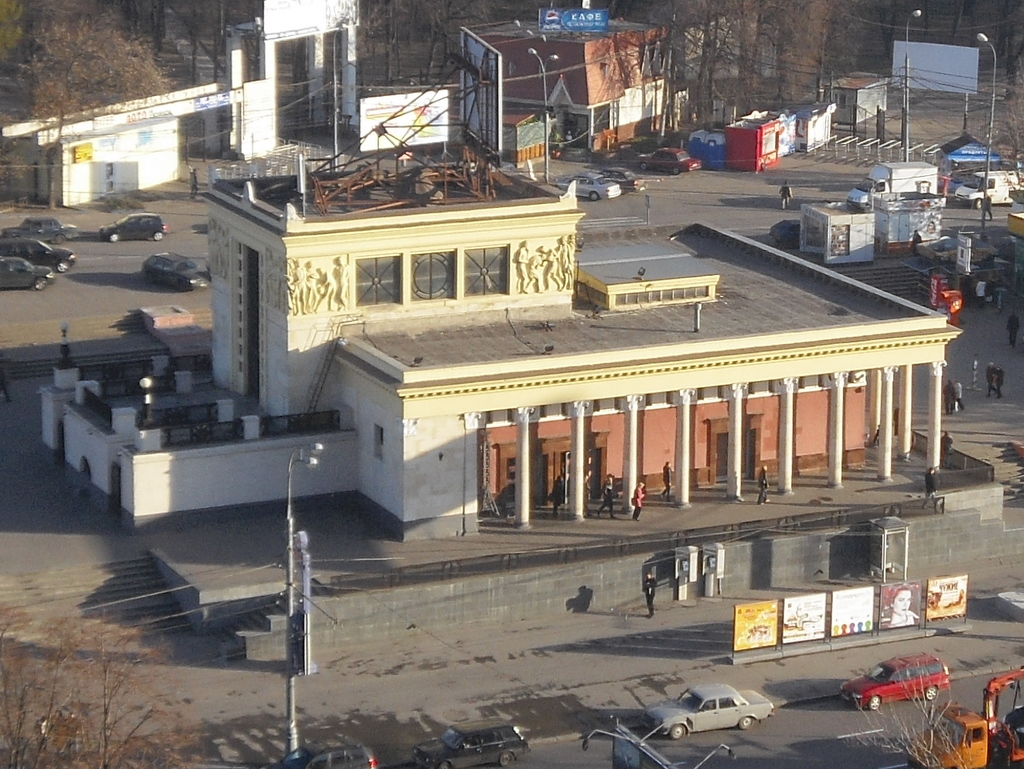
Станция метро «Динамо». Южный вестибюль

- Станция метро «Динамо» (1938, совместно с Ю. Ревковским и скульптором Е. Янсон-Манизер, Москва, СССР)
- Наземный вестибюль станции метро «Маяковская» (1938, Москва, СССР)
- Жилой дом на Крутицкой набережной (1939, Москва, СССР)
- Дом культуры Военно-морского флота (1940, Севастополь, СССР, совместно с С. Кузнецовым)
- Посёлки для эвакуированных предприятий в Узбекистане: Чулак-Тау и Беговат, (1940-е, Ташкент, СССР)
- Станция метро «Курская» (1940-е, Москва, СССР), не осуществлён;
- Станция метро «Белорусская» (1940-е, Москва, СССР), не осуществлён;
- Реконструкция жилого дома на улице Герцена в г. Москве, 1946;
- Жилой дом на Бутырском хуторе, ныне — улица Руставели (1946, Москва, СССР); проект отмечен республиканской премией[2];
- Институт сыроварения и сырозавод (1946, Углич, СССР);
- Типовые проекты больниц и поликлиник (1940-е, Москва, СССР)
- Туберкулёзная больница (1946, Дорохово, под Москвой, СССР);
- Санаторий (1947, Мытищи, под Москвой, СССР);
- Жилое здание на Серпуховской площади (1948,Москва, СССР);
- Станция метро «Курская-Кольцевая» (1948, Москва, СССР), не осуществлён;
- Станция метро «Комсомольская-Кольцевая» (1948, Москва, СССР), не осуществлён;
- Лечебный корпус туберкулёзного санатория (1950, Томск, СССР).
- Жилой дом на Ленинградском шоссе (1950, Москва, СССР);
- Жилой дом в районе Бабушкино (1952, Москва, СССР).

## Награды и премии
- Сталинская премия второй степени (1941) — за архитектурный проект станции «Дворец Советов» Московского метрополитена имени Л. М. Кагановича
- Почётная грамота ЦИК СССР (1935) — за участие в строительстве первой очереди Московского метрополитена[6]